# لويجي رونكاليا
لويجي رونكاليا (بالإيطالية: Luigi Roncaglia)‏ مواليد 10 يونيو 1943 في إيطاليا، هو دراج إيطالي سابق. سبق أن شارك في دورة الألعاب الأولمبية الصيفية وفاز بميدالية أولمبية.

## الميداليات
| الميدالية | المسابقة                       |
| --------- | ------------------------------ |
| فضية      | الألعاب الأولمبية الصيفية 1964 |
| برونزية   | الألعاب الأولمبية الصيفية 1968 |

## روابط خارجية
- لويجي رونكاليا على موقع أرشيف الدراجات (الإنجليزية)
- لويجي رونكاليا على موقع CycleBase (الإنجليزية)
- لويجي رونكاليا على موقع اللجنة الأولمبية الدولية (الإنجليزية)
- لويجي رونكاليا على موقع أوليمبيديا (الإنجليزية)
- لويجي رونكاليا على موقع اللجنة الأولمبية الإيطالية (الإيطالية)